# Лоршейдер, Алоизиу
Алоизиу Леу Арлинду Лоршейдер (порт. Aloísio Leo Arlindo Lorscheider; 8 октября 1924, Эстрела, Риу-Гранди-ду-Сул, Бразилия — 23 декабря 2007, Порту-Алегри, Бразилия) — бразильский кардинал, францисканец. Епископ Санту-Анжелу с 3 февраля 1962 по 26 марта 1973. Архиепископ Форталезы с 26 марта 1973 по 12 июля 1995. Архиепископ Апаресиды с 12 июля 1995 по 28 января 2004. Кардинал-священник с титулом церкви Сан-Пьетро-ин-Монторио с 24 мая 1976 (возведён Папой Павлом VI).

## Биография
Родился в семье немецкого происхождения в бразильской Эстреле. Рукоположён в священники в 1948 году. Преподавал ряд предметов (математику, немецкий язык и латынь), пока его не отправили в Рим изучать догматическую теологию. Получив докторскую степень по теологии в 1952 году, вернулся в Бразилию и продолжил преподавание в францисканской семинарии. После посещения Второго ватиканского собора в Риме переведён из своей диоцезии Санту-Анжелу в архиепархию Форталезы.
Видный кардинал Римско-католической церкви в Бразилии в 1970-е и 1980-е. Он был известен как защитник теологии освобождения в 1970-х и был отмечен некоторыми ватиканистами как папабиль на двух Конклавах 1978.